# Ватан (партия)
Xизб аль-Ватан (араб. حزب الوطن‎ Партия Отечества) —
1) первая политическая партия Египта, действовавшая в период антибританского национально-освободительного движения 1879—1882 годов во главе с Араби-пашой. В партию входили прогрессивные офицеры и представители национальной интеллигенции. Пользовалась поддержкой широких слоев мелкой буржуазии, феллахов и солдатских масс. Выдвигала лозунг «Египет для египтян», требовала установления конституционного строя и создания национального правительства;
2) политическая партия Египта, основанная в 1907 году Мустафой Камилем, после смерти которого её руководителем стал Мухаммед Фарид. Состояла из представителей национальной буржуазии, либеральных помещиков и интеллигенции. Основные программные требования: эвакуация британских войск из Египта и Судана, установление конституционного строя, автономия Египта в рамках Османской империи (до Первой мировой войны), национальная независимость Египта (с 1918 года). В 1907—1908 годах пыталась организовать свои профсоюзы, а также вести пропаганду среди крестьян. Жестокие репрессии со стороны британских властей заставили часть ватанистов эмигрировать, а небольшие группы, оставшиеся в Египте, перешли к индивидуальному террору. После окончания Первой мировой войны и образования партии «Вафд» не играла существенной роли в политической жизни Египта. Распущена в январе 1953 года;
3) исламистская политическая партия Египта, основанная в январе 2013 года в результате раскола партии Ан-Нур. Состоит из сторонников Эмада Абд-аль-Гаффура. Ратует за разрешение членства в своих рядах коптам и за право избираться женщинам.
4) название Народно-демократической партии Афганистана в 1990-1992 годах.